# Rolle (skuespiller)
 For alternative betydninger, se Rolle. (Se også artikler, som begynder med Rolle)
En rolle er en person i et teaterstykke (eller på film) der levendegøres af en skuespiller. Eksempelvis rollen som Ofelia i Hamlet.
Kan også anvendes i overført betydning om en person der opfører sig som noget andet end han/hun normalt er. Eksempel: Trods sin tristhed spillede hun rollen som den glade pige hele aftenen.